# Ironton (Ohio)
Ironton es una ciudad ubicada en el condado de Lawrence en el estado estadounidense de Ohio. En el Censo de 2010 tenía una población de 11129 habitantes y una densidad poblacional de 964,09 personas por km².

## Geografía

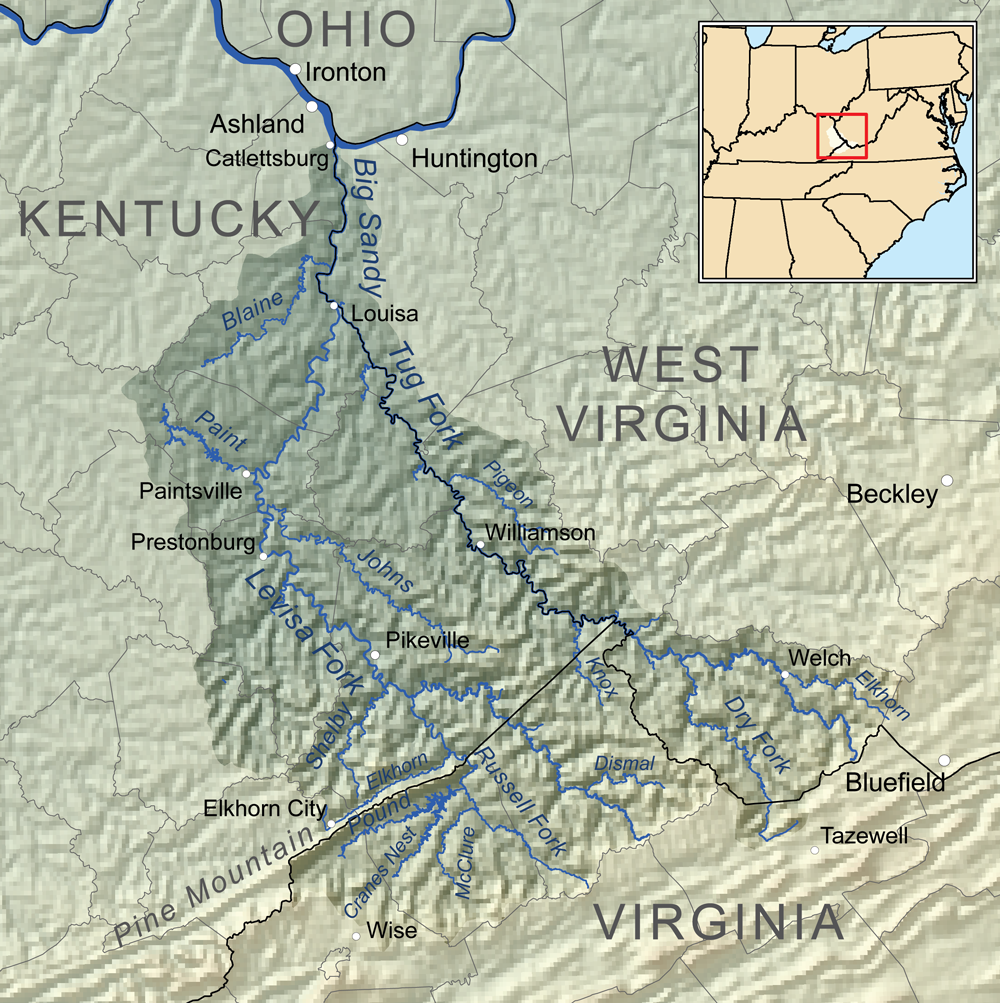
Mapa del río Big Sandy en el que aparece arriba Ironton

Ironton se encuentra ubicada en las coordenadas 38°31′53″N 82°40′37″O / 38.53139, -82.67694, a la orilla norte del río Ohio que la separa de Kentucky. Según la Oficina del Censo de los Estados Unidos, Ironton tiene una superficie total de 11.54 km², de la cual 10.78 km² corresponden a tierra firme y (6.64%) 0.77 km² es agua.

## Demografía
Según el censo de 2010, había 11129 personas residiendo en Ironton. La densidad de población era de 964,09 hab./km². De los 11129 habitantes, Ironton estaba compuesto por el 92.62% blancos, el 4.72% eran afroamericanos, el 0.18% eran amerindios, el 0.26% eran asiáticos, el 0% eran isleños del Pacífico, el 0.1% eran de otras razas y el 2.12% pertenecían a dos o más razas. Del total de la población el 0.55% eran hispanos o latinos de cualquier raza.